# KVK Tienen (piłka nożna kobiet)
KVK Tienen – kobieca sekcja belgijskiego klubu piłki nożnej KVK Tienen, mający siedzibę w mieście Tienen, w środku kraju, występujący w latach 1975–2012 w rozgrywkach Eerste Klasse, a potem w latach 2015–2017 w Super League. 

## Historia
Chronologia nazw:
- 1969: Sportiva Vissenaken
- 1969: Crossing Kumtich
- 1971: Jepita Stars Kumtich Damesvoetbal
- 1974: Eva’s Kumtich
- 2005: KVK Tienen Vrouwen – po dołączeniu do KVK Tienen
- 2009: DVC Eva’s Tienen – po odłączeniu od KVK Tienen
- 2021: KVK Tienen Vrouwen – po dołączeniu do KVK Tienen

Kobieca drużyna piłkarska Sportiva została założona we wsi Vissenaken pod miastem Tienen w 1969 roku. Początkowo drużyna kobiet rozgrywała jedynie mecze towarzyskie. Od 1 lipca 1969 roku zespół znalazł ziemię we wsi Kumtich i nosił nazwę Crossing Kumtich. W tym czasie URBSFA nie organizowała żadnych zawodów w piłce nożnej kobiet. W latach 1970–1971 drużyna rozgrywała swoje mecze pod nazwą Jepita Stars Kumtich DV w flamandzkiej lidze amatorskiej Koninklijke Belgische Liefhebbers Voetbal Bond (KBLVB), a dokładniej w jej sekcji "Demer-vallei". W 1971 po organizacji przez URBSFA rozgrywek krajowych zespół kontynuował występy w lidze amatorskiej. 27 września 1974 roku zespół stał się pełnoprawnym klubem kobiecym zrzeszonym w URBSFA pod nazwą Eva’s Kumtich. Drużyna startowała w lidze prowincjalnej i od razu wygrała mistrzostwo oraz awansowała do Eerste Klasse (D1). W debiutowym sezonie 1975/76 zespół zajął 8.miejsce. Z czasem został jednym z najlepszych klubów ligi, a w sezonie 1985/86 odniósł pierwsze sukcesy, zajmując drugie miejsce za najlepszą drużyną tamtych czasów Standard Fémina de Liège, oraz po raz pierwszy dotarł do finału Pucharu Belgii, gdzie znów Standard był silniejszy.
1 lipca 2005 roku klub z Kumtich przeniósł się do Tienen, gdzie dołączył do KVK Tienen i stał się jego sekcją dla kobiet, zmieniając nazwę na KVK Tienen. W sezonie 2007/08 wygrał swoje pierwsze mistrzostwo kraju. W sezonie 2008/09 startował w rozgrywkach UEFA Women's Cup. Jednak po czterech sezonach klub podjął decyzję o zaprzestaniu prowadzenia sekcji kobiecej.
W 2009 drużyna kobiet wróciła do Kumtich i kontynuowała swoją działalność pod nazwą Dames VC Eva’s Tienen. Ponieważ klub nie zakwalifikował się w sezonie 2012/13 do nowoutworzonej Women's BeNe League, w której doszło do połączenia belgijskiej First Division i holenderskiej Eredivisie, rozpoczął występy w belgijskiej Eerste Klasse (D2). Zespół zdobył mistrzostwo drugiej ligi trzy razy z rzędu, w latach 2013, 2014 i 2015. Po rozwiązaniu Women's BeNe League od sezonu 2015/16 ponownie rozgrywano osobne mistrzostwa Belgii w Super League, do której zakwalifikował się DVC Eva’s Tienen. W sezonie 2015/16 drużyna została sklasyfikowana na piątej pozycji, a w następnym sezonie 2016/17 zajęła 7.miejsce i spadła do Eerste Klasse. Sezon 2017/18 zespół zakończył na ostatnim 14.miejscu i spadł do Tweede Klasse (D3). Pobyt na trzecim poziomie był krótkim, po zajęciu drugiej lokaty  grupie B, zespół wrócił do Eerste Klasse. Sezon 2019/20 nie dokończono z powodu pandemii COVID-19, również sezon 2020/21 odwołano.
1 lipca 2021 roku w wyniku nowej fuzji DVC Eva’s Tienen został przekształcony w sekcję kobiecą KVK Tienen.

## Barwy klubowe, strój, herb, hymn
|  |  |

Klub ma barwy żółto-niebieskie. Piłkarki domowe spotkania zazwyczaj grają w niebieskich koszulkach, niebieskich spodenkach oraz niebieskich getrach.

## Sukcesy

### Trofea międzynarodowe
| \| \| Zdobyte trofea w rozgrywkach międzynarodowych (stan na: 31-05-2023) \| |                                                                     |      |          |
| Rozgrywki                                                                    | Osiągnięcie                                                         | Razy | Sezon(y) |
| · Liga Mistrzyń UEFA                                                         | zdobywca                                                            | 0    |          |
| · Liga Mistrzyń UEFA                                                         | finalista                                                           | 0    |          |
| · Liga Mistrzyń UEFA                                                         | runda grupowa                                                       | 1    | 2008/09  |
| FIFA                                                                         | Zdobyte trofea w rozgrywkach międzynarodowych (stan na: 31-05-2023) |      |          |

### Trofea krajowe
| \| \| Zdobyte trofea w rozgrywkach Belgii (stan na: 31-05-2023) \| |                                                           |      |                                                          |
| Rozgrywki                                                          | Osiągnięcie                                               | Razy | Sezon(y)                                                 |
| Mistrzostwo                                                        | I miejsce                                                 | 1    | 2007/08                                                  |
| Mistrzostwo                                                        | II miejsce                                                | 3    | 1985/86, 2004/05, 2008/09                                |
| Mistrzostwo                                                        | III miejsce                                               | 3    | 1980/81, 1996/97, 2003/04                                |
| Puchar                                                             | zdobywca                                                  | 1    | 2007/08                                                  |
| Puchar                                                             | finalista                                                 | 2    | 1998/99, 2005/06                                         |
| Superpuchar                                                        | zdobywca                                                  | 1    | 2008                                                     |
| Superpuchar                                                        | finalista                                                 | 1    | 1986                                                     |
| II liga                                                            | I miejsce                                                 | 4    | 1974/75 (prov.Vlaams-Brabant), 2012/13, 2013/14, 2014/15 |
| II liga                                                            | II miejsce                                                | 0    |                                                          |
| II liga                                                            | III miejsce                                               | 0    |                                                          |
| Belgia                                                             | Zdobyte trofea w rozgrywkach Belgii (stan na: 31-05-2023) |      |                                                          |

### Inne trofea
- Tweede Klasse:
  - wicemistrz (1x): 2018/19 (gr.B)

## Poszczególne sezony

### Rozgrywki międzynarodowe

#### Europejskie puchary
Klub w sezonie 2008/09 uczestniczył w rozgrywkach europejskich (runda grupowa).

### Rozgrywki krajowe
| \| Belgia \| Bilans występów klubu w rozgrywkach piłkarskich Belgii (Stan na 31 maja 2023 r.) \| \| |                                                                                  |        |       |   |   |   |    |    |     |                                      |        |        |      |
| Poziom                                                                                              | Rozgrywki                                                                        | Sezony | Mecze | Z | R | P | B+ | B– | Pkt | Lata                                 | Awanse | Spadki | Naj. |
| I                                                                                                   | Eerste Klasse / Super League                                                     | 39     |       |   |   |   |    |    |     | 1975–2012, 2015–2017                 | 0      | 2      | 1    |
| II                                                                                                  | Tweede Klasse / Eerste Klasse                                                    | 10     |       |   |   |   |    |    |     | 1974/75, 2012–2015, 2017/18, od 2019 | 2      | 1      | 1    |
| III                                                                                                 | Tweede Klasse B                                                                  | 1      |       |   |   |   |    |    |     | 2018/19                              | 1      | 0      | 2    |
| | Puchar Belgii                                                                    | 47     |       |   |   |   |    |    |     | od 1976/77                           | 0      | 0      | 1    |
| | Superpuchar Belgii                                                               | 2      |       |   |   |   |    |    |     | 1986, 2008                           | 0      | 0      | 1    |
| Belgia                                                                                              | Bilans występów klubu w rozgrywkach piłkarskich Belgii (Stan na 31 maja 2023 r.) |        |       |   |   |   |    |    |     |                                      |        |        |      |

## Piłkarki, trenerzy, prezydenci i właściciele klubu

### Trenerzy
...
- od 202?:  Maarten Laevers

## Struktura klubu

### Stadion
Drużyna rozgrywa swoje mecze domowe w Tienen na stadionie Bergéstadion, który może pomieścić 7.100 widzów.

## Kibice i rywalizacja z innymi klubami

### Derby
- Oud-Heverlee Leuven
- Standard Liège